# Еджвуд (Айова)
Еджвуд (англ. Edgewood) — місто (англ. city) в США, в округах Делавер і Клейтон штату Айова. Населення — 909 осіб (2020).

## Географія
Еджвуд розташований за координатами 42°38′39″ пн. ш. 91°24′6″ зх. д. / 42.64417° пн. ш. 91.40167° зх. д. (42.644235, -91.401734).  За даними Бюро перепису населення США в 2010 році місто мало площу 2,19 км², уся площа — суходіл.

## Демографія
Згідно з переписом 2010 року, у місті мешкали 864 особи в 385 домогосподарствах у складі 216 родин. Густота населення становила 395 осіб/км².  Було 421 помешкання (192/км²).
Расовий склад населення:
| - 99,1 % — білих - 0,1 % — корінних американців |

До двох чи більше рас належало 0,7 %. Частка іспаномовних становила 0,7 % від усіх жителів.
За віковим діапазоном населення розподілялося таким чином: 21,6 % — особи молодші 18 років, 49,8 % — особи у віці 18—64 років, 28,6 % — особи у віці 65 років та старші. Медіана віку мешканця становила 46,6 року. На 100 осіб жіночої статі у місті припадало 84,2 чоловіків;  на 100 жінок у віці від 18 років та старших — 80,5 чоловіків також старших 18 років.
Середній дохід на одне домашнє господарство  становив 52 174 долари США (медіана — 48 214), а середній дохід на одну сім'ю — 65 841 долар (медіана — 63 000). Медіана доходів становила 50 050 доларів для чоловіків та 35 313 долари для жінок. За межею бідності перебувало 16,6 % осіб, у тому числі 15,3 % дітей у віці до 18 років та 21,3 % осіб у віці 65 років та старших.
Цивільне працевлаштоване населення становило 396 осіб. Основні галузі зайнятості: виробництво — 24,5 %, освіта, охорона здоров'я та соціальна допомога — 19,7 %, роздрібна торгівля — 15,9 %.